# Rivière Saint-François
Pour les articles homonymes, voir Saint-François.
La rivière Saint-François ou le Saint-François (en abénaqui : Alsigôntekw) est une rivière qui parcourt le sud du Québec et est un affluent du fleuve Saint-Laurent.

## Toponymie
Elle est nommée en l'honneur de saint François Xavier (1506–1552) par les Jésuites, qui explorèrent la région sous le régime français, et de François de Lauzon.

## Géographie

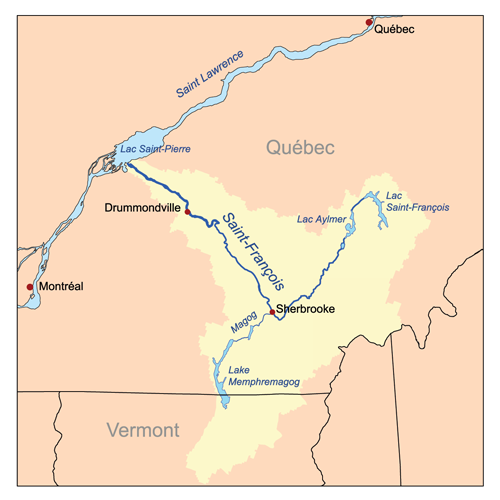
Carte du bassin de la Saint-François au sud du fleuve Saint-Laurent

Son parcours est par ailleurs peu habituel, car elle s'écoule du nord-est au sud-ouest pour bifurquer, à mi-parcours, et continuer sa course du sud-est au nord-ouest.
La rivière Saint-François prend ses origines dans le Grand lac Saint-François et se dirige vers le sud-ouest en direction de Sherbrooke. Chemin faisant, elle traverse les lacs Aylmer et le Louise ainsi que de nombreuses municipalités.
À Sherbrooke, elle reçoit les eaux du bassin de la rivière Massawippi et du bassin de la rivière Magog. Elle continue vers le nord-ouest, en traversant les municipalités de Windsor, Richmond, Drummondville de là, vers le fleuve Saint-Laurent où elle termine sa course, plus précisément dans le lac Saint-Pierre.

## Histoire

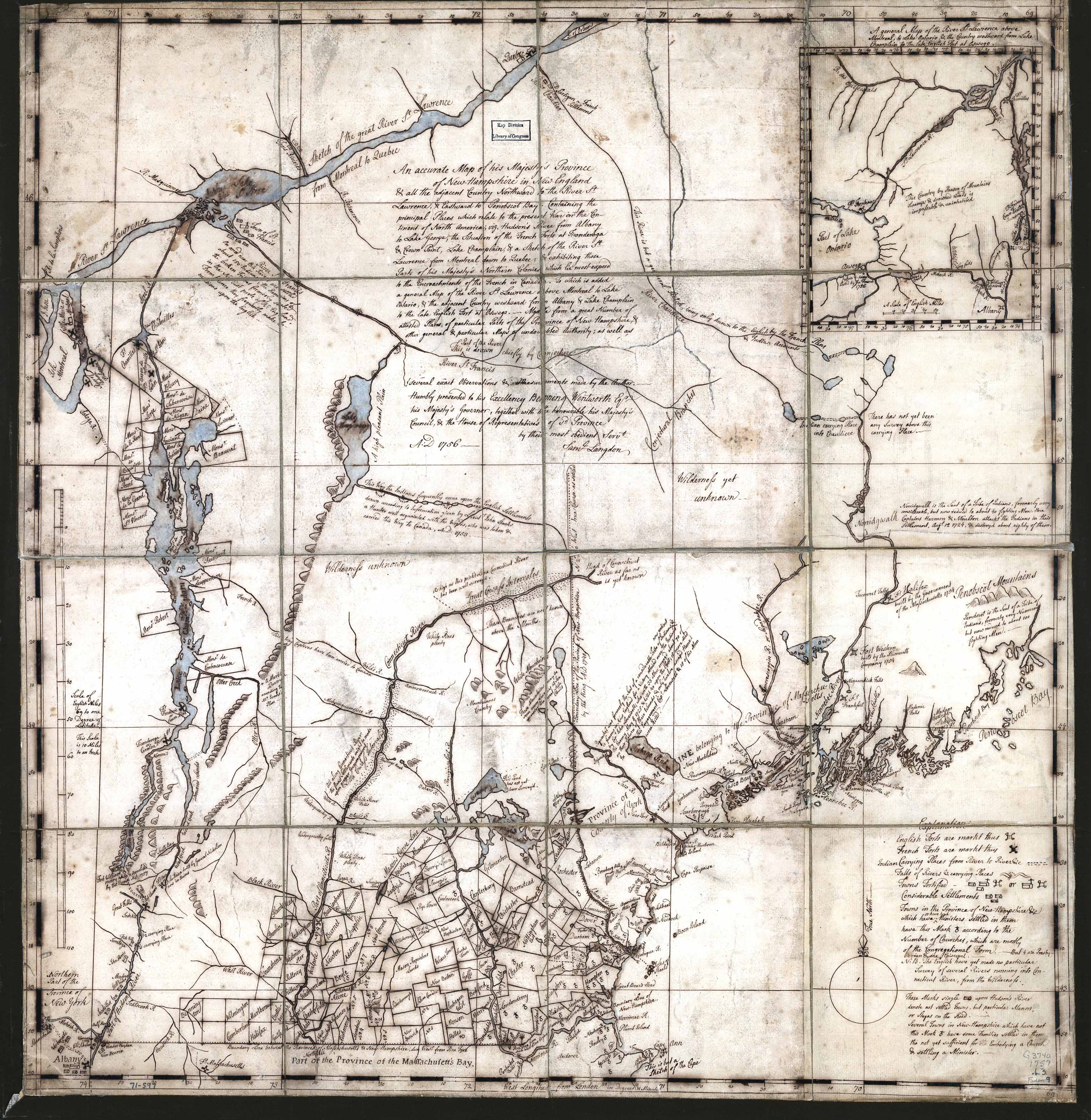
Carte 1756 Blanchard&Langdon 1m

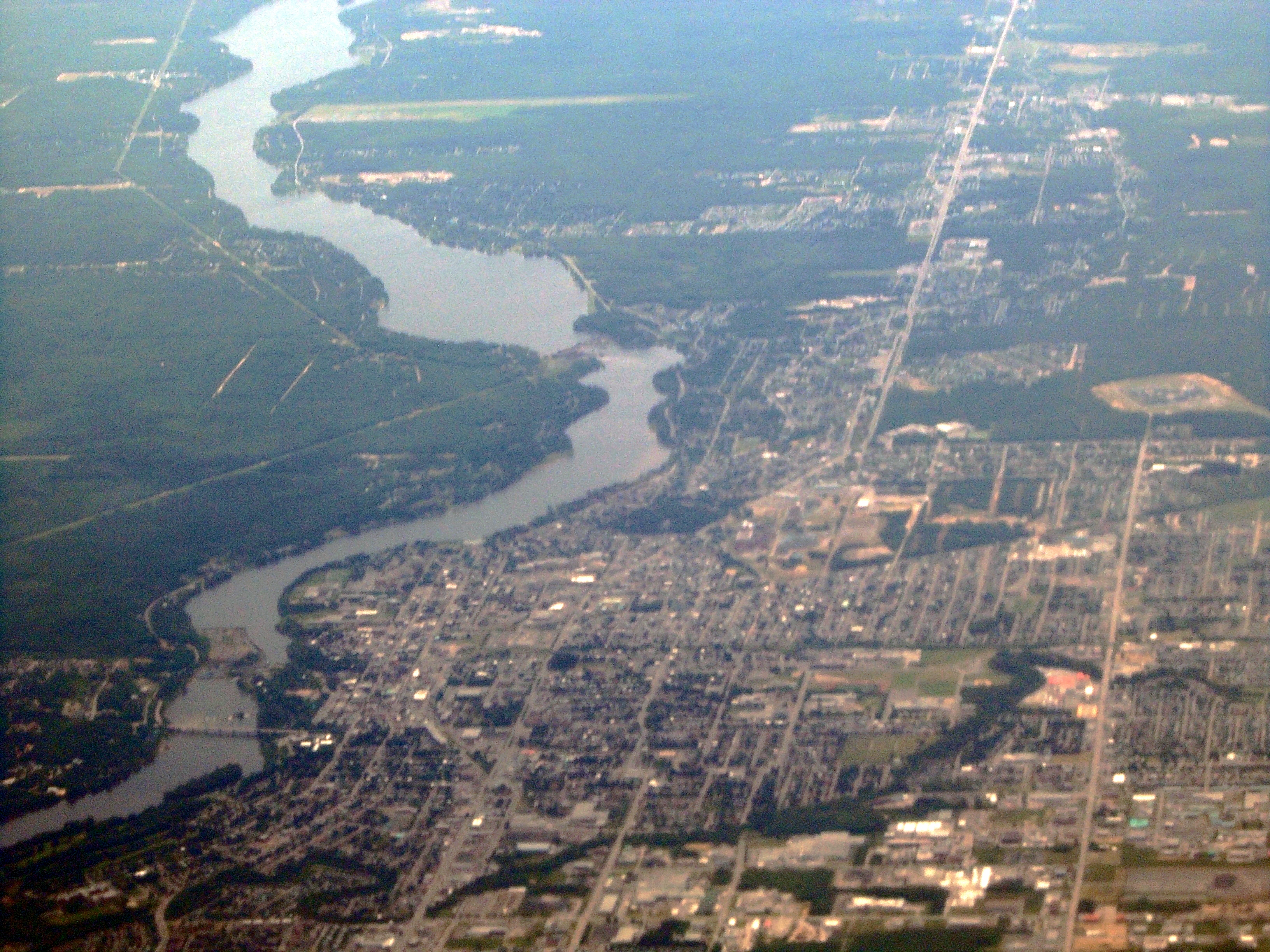
La rivière Saint-François à Drummondville.

La rivière a été depuis longtemps parcourue par les Autochtones ; particulièrement les Abénaquis. La communauté d'Odanak, qui compte aujourd'hui environ 400 habitants, existe depuis 1670. Le Fort Crevier fut également construit en 1687 au bord de la rivière. Une mission jésuite temporaire fut fondée à Coös pour les Abénaquis vivant dans la vallée du Connecticut ou près de la rivière Kennebec. Quand la mission abénaquise Saint-François-de-Sales située sur la rivière Chaudière se déplaça à Odanak, le village prit le nom de cette dernière, « Saint-François ». Odanak est située en bordure de la rivière Saint-François, à environ 10 kilomètres à l’est du lac Saint-Pierre. En 1805, une réserve de 8 000 acres (32,4 km2) fut concédée pour des réfugiés autochtones dans le canton de Durham, près de l'actuel village de L'Avenir (Québec), ainsi que 2 722 acres (11 km2) en 1853 au bord du Petit Lac Saint-François dans le canton de Coleraine.

## Liste des ponts
| Traverses                         | Photo | Municipalité(s)                      | Année de construction | Route                                    | Longueur           | Type de pont                                          |
| --------------------------------- | ----- | ------------------------------------ | --------------------- | ---------------------------------------- | ------------------ | ----------------------------------------------------- |
| Pont 07907                        |       | Disraeli                             | 1935                  | Route 263                                | 55,0 m             | Pont à poutres en acier                               |
| Ponts 07906N et 07906S            |       | Disraeli                             | 1937,                 | Avenue Champlain                         | 30,1 m et 30,1 m   | Pont à poutres en acier,                              |
| Pont 07928                        |       | Weedon                               | 1954                  | Route 161                                | 52,1 m             | Pont à dalle pleine en béton armé                     |
| Pont 07980                        |       | Weedon                               | 1938                  | Chemin de Fontainebleau                  | 86,5 m             | Pont à poutres en béton armé                          |
| Pont 14277                        |       | Weedon                               | 1975                  | Route 257                                | 109,3 m            | Pont à poutres en béton précontraint préfabriquées    |
| Pont 17868                        |       | Dudswell                             | 2012                  | Route 255                                | 137,0 m            | Pont à poutres en béton précontraint préfabriquées    |
| Pont Nicol                        |       | East Angus et Westbury               | 1987                  | Route 214                                | 118,6 m            | Pont à poutres en béton précontraint préfabriquées    |
| Pont Taschereau                   |       | East Angus                           | 1981                  | Route 214                                | 289,7 m            | Pont à poutres-caissons en acier                      |
| Ancien pont ferroviaire           |       | East Angus                           |                       | Ancienne voie ferrée                     |                    | Pont à poutres en acier                               |
| Pont 14516                        |       | East Angus                           | 1974                  | Route 112                                | 122,4 m            | Pont à poutres en béton précontraint préfabriquées    |
| Pont 14621                        |       | Ascot Corner                         | 1992                  | Route 112                                | 139,9 m            | Pont à poutres en béton précontraint préfabriquées    |
| Pont St. Francis                  |       | Sherbrooke                           | 1938                  | Rue Saint-Francis                        | 130,6 m            | Pont à poutres en acier                               |
| Pont 17216                        |       | Sherbrooke                           |                       | Chemin de fer Québec Central             |                    | Pont à tablier supérieur, en acier                    |
| Pont Joffre                       |       | Sherbrooke                           | 1950                  | Route 216                                | 185,7 m            | Pont à poutres en acier                               |
| Pont Aylmer                       |       | Sherbrooke                           | 1989                  | Route 112                                | 121,1 m            | Pont à poutres en béton précontraint préfabriquées    |
| Pont Saint-François               |       | Sherbrooke                           | 1963                  | Rue Terrill                              | 242,8 m            | Pont à poutres en acier                               |
| Pont Edmund-W.-Tobin              |       | Sherbrooke                           | 1984,                 | Autoroute 610                            | 266,8 m et 267,7 m | Pont à poutres en béton précontraint préfabriquées,   |
| Pont de Monseigneur-Albert-Gravel |       | Sherbrooke                           | 1969                  | Route 143                                | 105,3 m            | Pont à tablier inférieur, en acier                    |
| Pont ferroviaire                  |       | Sherbrooke                           |                       | Chemin de fer Saint-Laurent & Atlantique |                    | Pont à poutres en acier                               |
| Passerelle                        |       | Sherbrooke                           |                       | Route Verte 1                            |                    | Pont à tablier inférieur, en acier                    |
| Pont des Papetiers                |       | Windsor                              | 1974                  | Route 249                                | 250,9 m            | Pont à poutres en béton précontraint préfabriquées    |
| Pont MacKenzie                    |       | Richmond                             | 1902                  | Rue Bridge                               | 231,8 m            | Pont à tablier inférieur, en acier                    |
| Pont Frederick-Coburn             |       | Richmond                             | 1964                  | Route 116                                | 339,6 m            | Pont à poutres en acier                               |
| Pont ferroviaire                  |       | Cleveland et Melbourne               |                       | Chemin de fer Saint-Laurent & Atlantique |                    | Pont à poutres en acier                               |
| Pont ferroviaire                  |       | Drummondville                        |                       | Canadien National                        |                    | Pont à poutres en acier                               |
| Pont du Curé-Marchand             |       | Drummondville                        | 1922                  | Rue du Pont                              | 134,0 m            | Pont à tablier inférieur, en acier                    |
| Pont de la Traverse               |       | Drummondville                        | 1974                  | Route 122                                | 459,4 m            | Pont à poutres en béton précontraint coulées en place |
| Pont des Voltigeurs               |       | Drummondville                        | 1959                  | Autoroute 20                             | 304,0 m            | Pont à poutres en acier                               |
| Pont David-Laperrière             |       | Pierreville et Saint-François-du-Lac | 2012                  | Route 132                                | 570,2 m            | Pont à poutres en acier                               |
| Pont 8051                         |       | Pierreville                          | 1965                  | Rang de l'Île                            | 85,4 m             | Pont à poutres en béton armé                          |
| Pont Ouellette                    |       | Pierreville                          | 1916                  | Rue Principale                           | 85,4 m             | Pont à tablier inférieur, en acier                    |